# Roger de Oliveira Bernardo
Roger de Oliveira Bernardo, noto semplicemente come Roger (Rio Claro, 10 agosto 1985), è un calciatore brasiliano, centrocampista dell'Inter de Bebedouro.

## Caratteristiche tecniche
È un mediano che può giocare anche in difesa.

## Carriera
Ha giocato nella prima divisione brasiliana ed in quella tedesca.

## Statistiche

### Presenze e reti nei club
Statistiche aggiornate al 20 aprile 2016.
| Stagione               | Squadra                | Campionato             | Campionato | Campionato | Coppe nazionali | Coppe nazionali | Coppe nazionali | Coppe continentali | Coppe continentali | Coppe continentali | Altre coppe | Altre coppe | Altre coppe | Totale | Totale |
| Stagione               | Squadra                | Comp                   | Pres       | Reti       | Comp            | Pres            | Reti            | Comp               | Pres               | Reti               | Comp        | Pres        | Reti        | Pres   | Reti   |
| ---------------------- | ---------------------- | ---------------------- | ---------- | ---------- | --------------- | --------------- | --------------- | ------------------ | ------------------ | ------------------ | ----------- | ----------- | ----------- | ------ | ------ |
| 2007                   | Juventude              | A                      | 1          | 0          | -               | -               | -               | -                  | -                  | -                  | -           | -           | -           | 1      | 0      |
| mag.-giu. 2008         | Palmeiras              | A                      | -          | -          | -               | -               | -               | -                  | -                  | -                  | -           | -           | -           | -      | -      |
| ago.-dic. 2008         | Figueirense            | A                      | 1          | 0          | -               | -               | -               | -                  | -                  | -                  | -           | -           | -           | 1      | 0      |
| mag.-giu. 2009         | Figueirense            | B                      | 7          | 2          | -               | -               | -               | -                  | -                  | -                  | -           | -           | -           | 7      | 2      |
| Totale Figueirense     | Totale Figueirense     | Totale Figueirense     | 8          | 2          |                 | 0               | 0               |                    | -                  | -                  |             | -           | -           | 8      | 2      |
| 2009-2010              | Energie Cottbus        | 2L                     | 8          | 0          | -               | -               | -               | -                  | -                  | -                  | -           | -           | -           | 8      | 0      |
| 2010-2011              | Energie Cottbus        | 2L                     | 28         | 1          | CG              | 4               | 0               | -                  | -                  | -                  | -           | -           | -           | 32     | 1      |
| 2011-2012              | Energie Cottbus        | 2L                     | 26         | 0          | CG              | 1               | 0               | -                  | -                  | -                  | -           | -           | -           | 27     | 0      |
| ago. 2012              | Energie Cottbus        | 2L                     | 1          | 0          | -               | -               | -               | -                  | -                  | -                  | -           | -           | -           | 1      | 0      |
| Totale Energie Cottbus | Totale Energie Cottbus | Totale Energie Cottbus | 63         | 1          |                 | 5               | 0               |                    | -                  | -                  |             | -           | -           | 68     | 1      |
| set. 2012-mag. 2013    | Ingolstadt 04          | 2L                     | 24         | 0          | -               | -               | -               | -                  | -                  | -                  | -           | -           | -           | 24     | 0      |
| 2013-2014              | Ingolstadt 04          | 2L                     | 31         | 0          | CG              | 3               | 0               | -                  | -                  | -                  | -           | -           | -           | 34     | 0      |
| 2014-2015              | Ingolstadt 04          | 2L                     | 33         | 0          | CG              | 1               | 0               | -                  | -                  | -                  | -           | -           | -           | 34     | 0      |
| 2015-2016              | Ingolstadt 04          | BL                     | 26         | 1          | CG              | 1               | 0               | -                  | -                  | -                  | -           | -           | -           | 27     | 1      |
| Totale Ingolstadt 04   | Totale Ingolstadt 04   | Totale Ingolstadt 04   | 114        | 1          |                 | 5               | 0               |                    | -                  | -                  |             | -           | -           | 119    | 1      |
| Totale carriera        | Totale carriera        | Totale carriera        | 186        | 4          |                 | 10              | 0               |                    | -                  | -                  |             | -           | -           | 196    | 4      |

## Palmarès

### Club

#### Competizioni nazionali
- Campionato tedesco di seconda divisione: 1

Ingolstadt 04: 2014-2015